# アクウギャレット
『アクウギャレット』（Air gallet）は1996年に発売されたアーケードゲームである。縦スクロールのシューティングゲーム。販売はバンプレスト、制作はガゼル。

## 概要
8方向レバー、2ボタン（ショット、ボンバー）で1Pは「F-15XX ミッドナイト・イーグル」、2Pは「F/A-18G キラー・ホーネット」を操作する。全6ステージ。

## アイテム
特定の敵が持っている。
- ショットアイテム

取るとショットを切り替える。
- パワーアップアイテム

一定数個取るとパワーアップする。パワーアップが最高の状態で取得するとボーナス点が入る。ミスすると攻撃レベルが1に戻る。
- ボムアイテム

持っているボムを1個ストックする。最高5個。5個の状態で取得するとボーナス点が入る。ミスするとボムのストックが3に戻る。
- ボーナスポイント

取得するとボーナス点が入る。

## ステージ
全6ステージ。各ステージとボスの名称はEXAレーベルから付けられたもの。
ステージ1 八丈島スペースセンター 統合自衛隊の宇宙兵器打ち上げを阻止せよ！
ボス「宇宙の飛翔竜 スペースガルーダ」
ステージ2 東京都・千代田・港区 駐留部隊の拠点を叩き首都を奪還せよ！
ボス「支配者 ドミニオン」
ステージ3 横浜ベイエリア 首謀者の国外逃亡を許すな！
ボス「地球の最後 アースオメガ」
ステージ4 ハンブルグ 新世界秩序を謳う武装勢力からドイツを解放せよ！
ボス「皇帝の虎 カイザーティーガー」
ステージ5 バイエルン サミット会場 狙われた国会会議要人を死守せよ！
ボス「地獄の彷徨い人　ヘレウォーカー」
ステージ6 ルーラー島 世界支配を目論むカルト組織を破滅せよ！
ボス「秩序と支配の女神像 エカテリーナ」

## 評価
背景のグラフィックはシューティングゲームとしては珍しく現実の日本と同じものを登場させ（東京タワーや横浜ランドマークタワーなど）、移動するごとに視点が変わるなど、凝ったものでプレイヤーを唸らせた。
一方で、当時のシューティングゲームと比較しても敵の攻撃が厳しい上、ボスになるとそれに輪をかけたものになる、自機の当たり判定が大きい、一部のショットが使いづらいなど難易度はかなり高かった。中でも敵の攻撃はゲーム開始時点から激しく、初心者からは敬遠される一因となった。
これらの問題に関して、デザイナーとして参加していた井上淳哉は「会社の都合で開発の時間に余裕が無く、終盤になるまでバランス調整が出来なかったため」と証言し、「これがクソゲーの作り方」とまで断じている。